# Canonista
É o especialista em Direito Canônico. Segundo a legislação vigente na Igreja Católica Apostólica Romana, tal especialista deve possuir ao menos o título de Mestre, obtido em uma instituição de ensino superior, aprovada pelo Dicastério para a Cultura e a Educação, órgão da Santa Sé (cf. Const. Ap. Veritatis Gaudium, 77-80).
A atuação do canonista se dá em diversos segmentos da vida da Igreja - na administração, no ensino, na pesquisa acadêmica e na atividade jurídico-pastoral.
Destacamos aqui alguns campos da atuação do canonista: tribunais, câmaras eclesiásticas, cúrias e órgãos da administração da Santa Sé e das Igrejas Particulares. Está habilitado, por exemplo, a redigir e revisar estatutos, decretos e demais documentos relacionados. Além disso, pode oferecer orientação aos fiéis, em suas necessidades pastorais que possuam implicação canônica.
A especialização canônica é um chamado ao serviço do crescimento e da santificação da Igreja. Portanto, o canonista deve ser um membro ativo da comunidade eclesial. 
Como a especialização em Direito Canônico é regulamentada pela Santa Sé, a admissão do futuro canonista à formação inclui uma apresentação que ateste sua idoneidade (cf. Const. Ap. Veritatis Gaudium, 31). Normalmente, esta apresentação é feita por um clérigo ou pelo superior do instituto de vida consagrada ou de vida apostólica, ao qual o candidato esteja vinculado juridicamente.